# Xe chiến đấu bộ binh
Xe chiến đấu bộ binh (tiếng Nga: Боевая машина пехоты - BMP; tiếng Anh: Infantry fighting vehicle - IFV), cũng được biết đến với tên gọi Xe chiến đấu bộ binh cơ giới, là một loại phương tiện chiến đấu bọc thép (AFV), được sử dụng để chở bộ binh trên chiến trường và hỗ trợ hỏa lực cho bộ binh. Tại Việt Nam tên gọi "BMP" thông dụng hơn, do các xe chiến đấu bộ binh trong các đơn vị của Quân đội Nhân dân Việt Nam chủ yếu được xuất xứ từ Liên Xô.

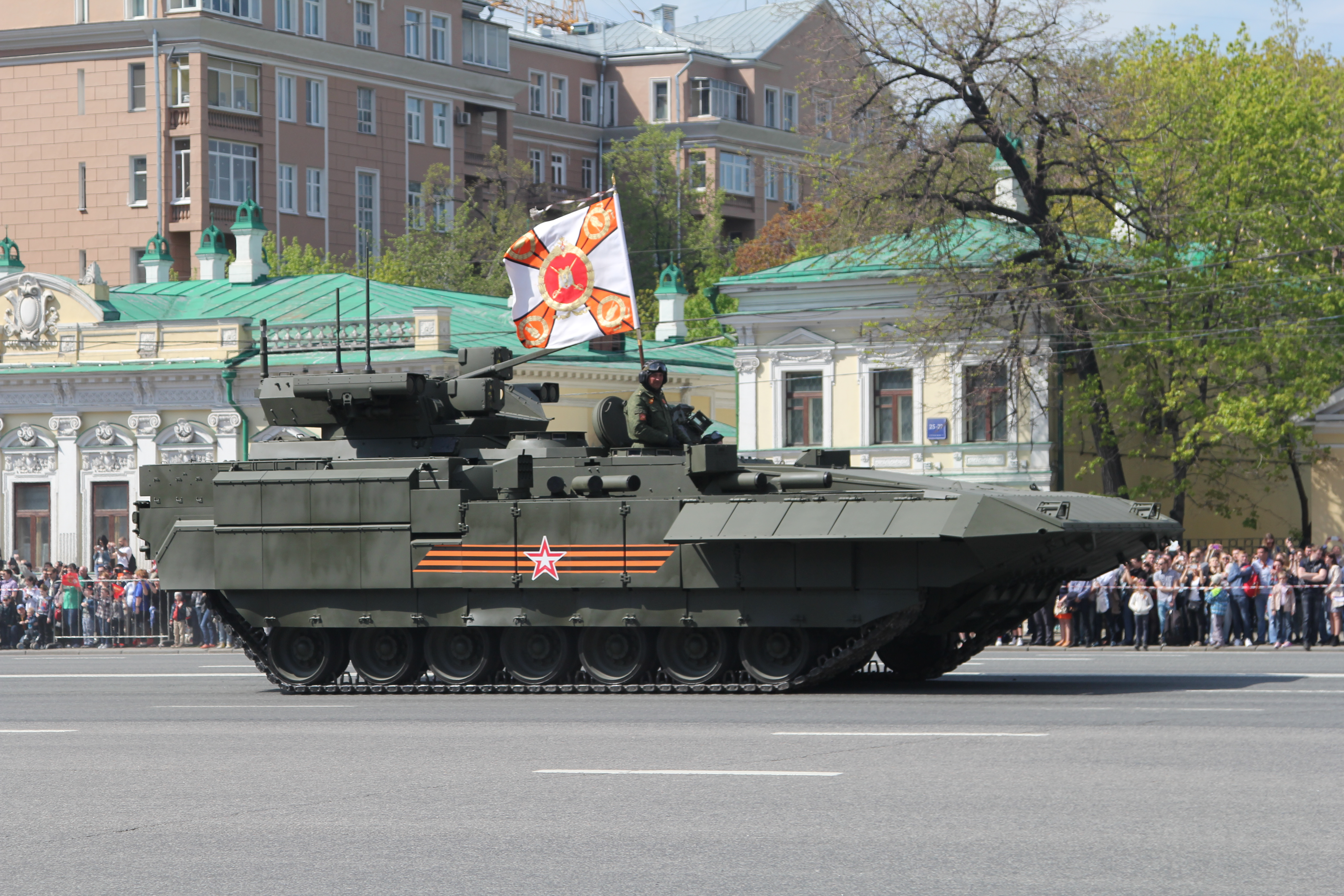
Xe chiến đấu bộ binh hạng nặng mới nhất Т-15 Barbaris của Nga

## Bối cảnh

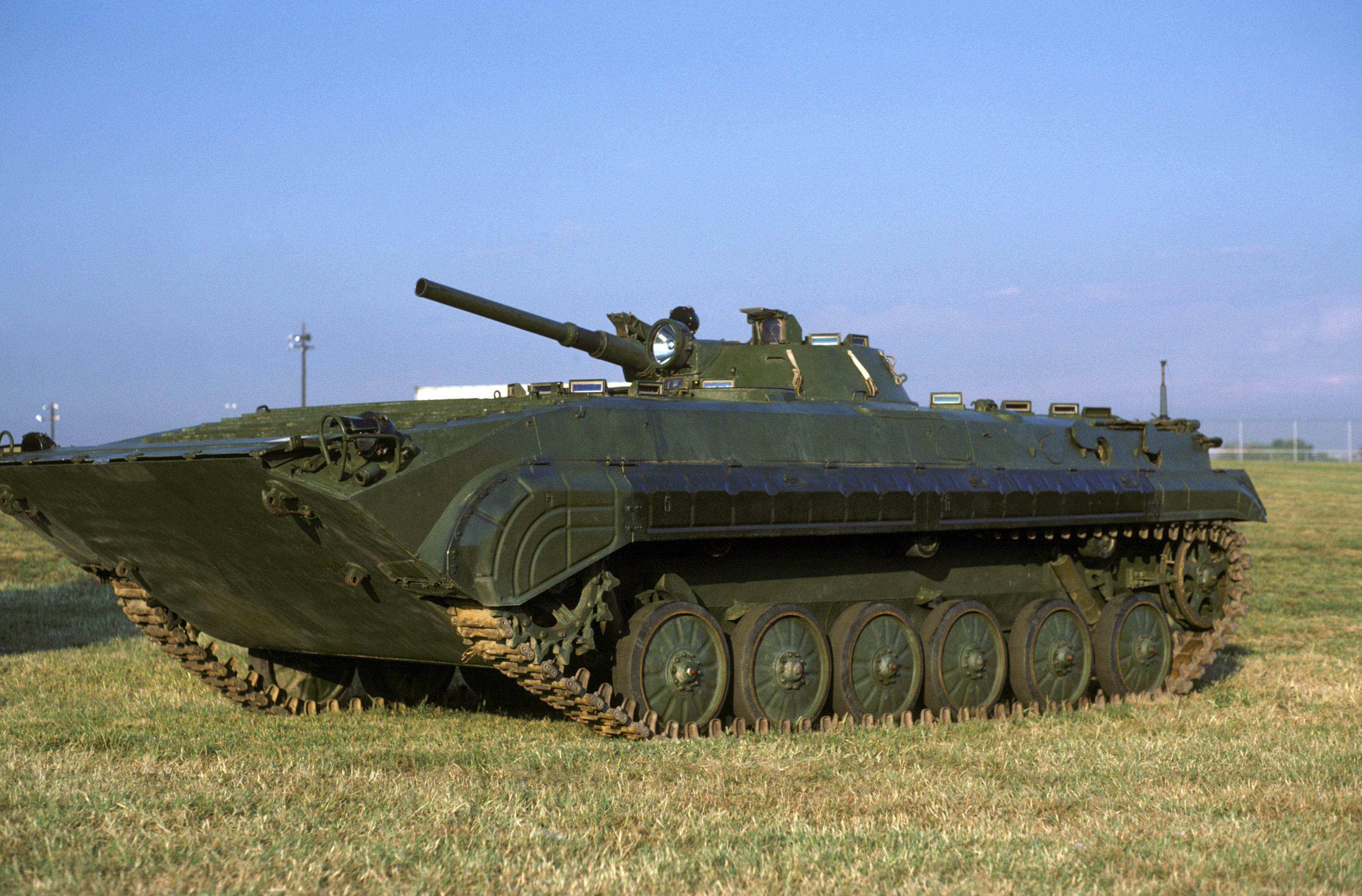
BMP-1 của Liên Xô

Những xe BMP giống như những xe bọc thép chở quân (tiếng Nga: BTR, tiếng Anh: APC), nó được thiết kế để vận chuyển từ 5 đến 10 lính bộ binh có trang bị đầy đủ. Nhưng BMP có điểm khác biệt với những BTR (còn gọi là "battle taxis") ở chỗ nó được trang bị vũ khí mạnh hơn, cho phép BMP hỗ trợ hỏa lực trực tiếp trong một cuộc tấn công cho các đơn vị bộ binh, ngoài ra trên thân xe BMP còn có các lỗ châu mai cho phép bộ binh sử dụng vũ khí cá nhân của mình chiến đấu từ bên trong xe, và quan trọng hơn là BMP có lớp giáp được nâng cấp nhằm tăng khả năng sống sót của xe. Các xe BMP thường được trang bị vũ khí điển hình là một khẩu pháo tự động có cỡ nòng từ 20 đến 40 mm, các súng máy cỡ 7.62 mm và có thể mang thêm tên lửa điều khiển chống tăng hay tên lửa đất đối không. Những BMP thông thường là xe bánh xích, nhưng một số xe bánh lốp cũng được gọi là BMP. Những BMP nói chung có giáp mỏng và vũ khí yếu hơn so với các xe tăng chiến đấu chủ lực (MBT), nhưng BMP khi tham chiến có thể mang theo được các tên lửa chống tăng, như Spigot của Liên Xô, TOW của NATO.
Liên Xô là nước đầu tiên trên thế giới đưa ra khái niệm về BMP, những mẫu thiết kế về BMP đầu tiên của Liên Xô xuất hiện trong thập niên 1960, như BMP-1 năm 1966, BMD-1 năm 1969, và các loại BMP này đã được xuất khẩu rộng rãi cho các quốc gia đồng minh của Liên Xô, trong đó có Việt Nam, trong Chiến tranh Việt Nam, những xe BMP đã tham gia trong các chiến dịch lớn của miền Bắc trên chiến trường. Trong khi Liên Xô đã sử dụng đại trà những xe BMP để thay thế cho những xe BTR trong các đơn vị bộ binh cơ giới, thì Mỹ vẫn chưa có khái niệm về BMP (IFV), họ đã hiểu sai khái niệm về BMP, và đã sử dụng các BTR (APC) để làm thay công việc cho BMP trên chiến trường. Điển hình như loại M113. M113 là một loại xe bọc thép chở quân, nhưng lại được người Mỹ sử dụng thay chức năng của xe chiến đấu bộ binh, nó có giáp mỏng và trang bị yếu nên dễ bị bộ binh tiêu diệt bằng các loại vũ khí như súng đại liên, lựu đạn, mìn.
M113 được sử dụng như IFV vào đầu thập niên 1960 bởi quân đội Việt Nam Cộng hòa trong Chiến tranh Việt Nam, trong trận Ấp Bắc M113 đã được đưa vào chiến đấu, nhưng nó đã không đạt được hiệu quả như người Mỹ và Quân lực Việt Nam Cộng hòa mong muốn, 3 xe M113 đã bị phá hủy, một số xe khác bị hư hại. Điều đáng nói ở đây là những xe M113 này không phải bị hư hại từ vũ khí chống tăng, mà những hư hại do mìn, súng đại liên, lựu đạn của lực lượng du kích Ấp Bắc và bộ đội địa phương Mỹ Tho gây ra. Sau trận Ấp Bắc, người Mỹ đã phải nâng cấp xe M113 với súng máy, giáp bảo vệ, tấm chắn cho xạ thủ.

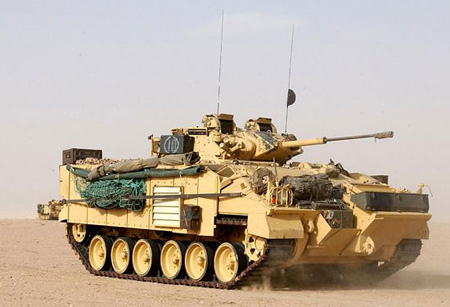
Warrior IFV của Quân đội Anh

Phương Tây đã rất ngạc nhiên khi Liên Xô tổ chức diễu binh có sự tham gia của mẫu thiếu kế BMP đầu tiên của mình là BMP-1 vào năm 1967. BMP được trang bị với 1 súng nòng trơn 73 mm và tên lửa điều khiển chống tăng (ATGM) AT-3 Sagger. Phần mũi được thiết kế dốc và bọc giáp, bảo vệ xe trước súng máy cỡ.50 tiêu chuẩn NATO với góc bắn trực diện là 60°, trong khi súng nòng trơn và ATGM có thể tiêu diệt các APC của NATO và thậm chí cả xe tăng chiến đấu chủ lực.
Từ khái niệm BMP ban đầu do Liên Xô đưa ra , quân đội các quốc gia trên thế giới đã bắt đầu phát triển hay chấp nhận sử dụng khái niệm về BMP (IFV). Ví dụ như Marder và Puma của Đức, LAV III của Canada, Warrior của Anh, M2 Bradley của Mỹ, Pizarro của Tây Ban Nha, Dardo của Ý, Abhay của Ấn Độ, Ratel của Nam Phi, AMX-10P của Pháp, Combat Vehicle 90 của Thụy Điển, YPR-765 AIFV của Hà Lan.
Trong các cuộc chiến tranh Xô viết ở Afghanistan, Chechnya, các xe thiết giáp như xe chiến đấu bộ binh BMP, xe bọc thép chở quân (BTR) đều bộc lộ nhược điểm lớn về khả năng sống còn, không an toàn cho kíp xe và bộ binh ngồi trong xe khi bị vấp mìn và trúng đạn, nên từ chiến tranh Afghanistan đến nay, bộ binh Liên Xô/Nga buộc phải ngồi trên nóc xe để cơ động chứ không dám ngồi trong xe. Cũng như M-113 cũng gặp rắc rối với khả năng sống sót của mình do lớp vỏ bảo vệ quá yếu có thể gây ra nhiều thương vong và cháy rụi. Trong chiến tranh Việt Nam nhiều lính Hoa Kỳ đã ngồi ngoài xe hoặc chạy bên cạnh chúng, trong cuộc vây hãm Beirut các xe này dừng lại cách vùng chiến sự hơn 100m do sợ nếu bị RPG bắn thì chắc chắn sẽ chết cháy do nhôm cũng là chất cháy cực mạnh nếu đạt nhiệt độ cần thiết và các binh lính trong xe sẽ biết tại sao nhôm được dùng làm một phần nhiên liệu tên lửa trong một cuộc chiến khốc liệt. Cũng như loại Stryker gặp trường hợp tương tự trong chiến tranh Iraq vì nó hầu như cực kỳ dễ bị diệt bởi tên lửa chống tăng và bom tự tạo do... không được thiết kế để chống lại vũ khí mà quân nổi dậy sử dụng, thiệt hại của loại này tại Iraq được giữ bí mật nhưng có trường hợp một đơn vị quân Hoa Kỳ bị mất 5 xe trong khoảng ít hơn một tuần. Việc này dẫn đến việc phát triển M2 Bradley nhưng nó lại bị đánh giá là quá nặng để có thể chuyên chở, chi phí vận hành và bảo dưỡng quá đắt, cao đến gần 3 triệu đô la Mỹ nhưng chỉ chở được 6 người và được biết với tên "quan tài cài đầy thuốc nổ" do nếu bị đánh trúng thì lượng đạn dược bên trong sẽ tạo ra một vụ nổ cực lớn cùng mọi người bên trong vì kích thước lớn để dễ bị nhắm nhưng lớp giáp quá yếu cho các loại vũ khí chống tăng hiện tại.

### Xe chiến đấu bộ binh hạng nặng
Để đối phó với chiến tranh đường phố và các thiết bị gây nổ chống xe cơ giới, bao gồm việc sử dụng rộng rãi các thiết bị nổ tự tạo, đã xuất hiện một số xe BMP hạng nặng (tiếng Anh: HIFV) được trang bị lớp giáp bảo vệ dày như xe tăng, dựa trên những kinh nghiệm phong phú của Lực lượng Phòng vệ Israel (dù loại xe Kangaroo của Canada trong Chiến tranh thế giới thứ hai đã được gọi là HIFV). Xe tăng Merkava của Israel có khả năng mang theo một vài lính bộ binh hay đạn dược bổ sung ở phía sau của xe, và xe Achzarit là mẫu xe chở bộ binh dựa trên khung của xe tăng T-55 được sửa đổi để trở thành xe bọc thép chở quân hạng nặng. Một ví dụ mới hơn là loại xe BTR-T và BMPT của Nga, lần lượt dựa trên khung của xe tăng T-55 và T-72. Các xe BMT-72 và BTMP-84 của Ukraina cũng dựa trên khung của xe tăng chủ lực T-72 và T-84, đặc biệt BMT-72 và BTMP-84 vẫn giữ lại khẩu pháo 125 mm của xe tăng.

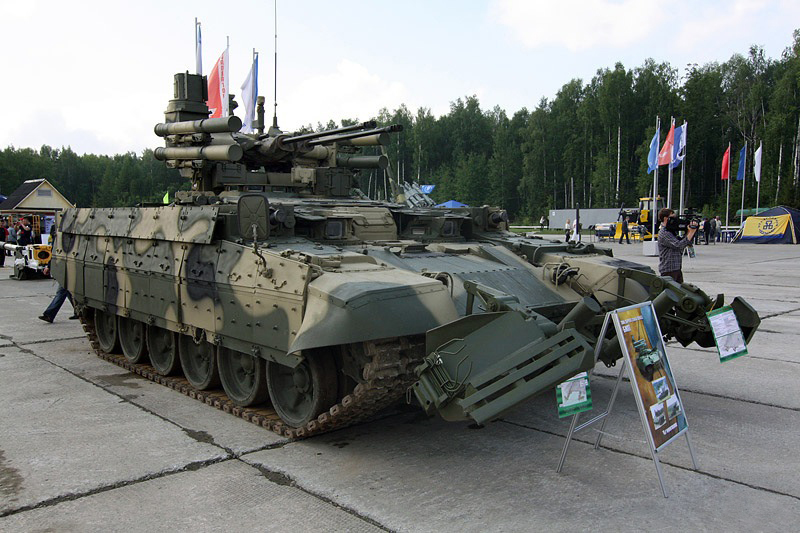
BMPT tại RAE 2009

## Học thuyết
Trong thời kỳ của chiến tranh không cân xứng, khủng hoảng cục bộ, và những khu vực chiến sự trong thành phố, BMP có một vai trò quan trọng hơn bao giờ hết. BMP là sự kết hợp của khả năng cơ động, bảo vệ và hỏa lực. Các xe BMP có thể được sử dụng trong cuộc xung đột cường độ cao hay thấp cũng như các hoạt động gìn giữ hòa bình. Những mẫu xe thiết kế gần đây như Patria AMV, được thiết kế dạng mô đun để cải thiện khả năng sửa chữa nhanh chóng trên chiến trường.
Đa số các mẫu BMP đều có thể lội nước và vận chuyển bằng đường hàng không. Những xe BMP bánh lốp có thể tự di chuyển trên những quãng đường dài mà không cần đến các xe tải và tàu hỏa để chở giống như các xe BMP bánh xích. Bản thân xích và trọng lượng của những xe BMP tác động lên bề mặt đường khiến cho xe và cả binh lính trong xe nhanh mệt hơn những xe BMP bánh lốp. Do đó, những xe BMP bánh lốp có khả năng cơ động lớn hơn. Hơn nữa, nhiều xe BMP bánh lốp có thể rút khỏi chiến trường trên những bánh lốp bẹp, trong khi xe BMP bánh xích khi bị hư hại xích thì cần một xe hạng nặng để kéo nó ra ngoài. Tuy nhiên, xe bánh xích không phải là không có ưu điểm, nó không thể bị bẹp như bánh lốp, nó cơ động hơn ở các địa hình gồ ghề và nó khả năng cơ động lớn hơn xe bánh lốp.

## Các thành phần của xe chiến đầu bộ binh

### Giáp và hệ thống bảo vệ
Nói chung, những xe BMP có lớp giáp mỏng và ít phức tạp như xe tăng để bảo đảm sự cơ động. Đa số BMP có thể chịu được đạn của súng máy hạng nặng, mảnh vỡ đạn pháo, hay vũ khí cỡ nhỏ. Cần chú ý là nhiệm vụ của BMP không phải bao gồm cả nhiệm vụ chống tăng ngoại trừ trong tình trạng khẩn cấp hay khi hỗ trợ cho các đơn vị xe tăng, bởi vậy nó cần ít sự bảo vệ khỏi hỏa lực của vũ khí hạng nặng. Thay vào đó, BMP như tên gọi đã bao hàm, nó phải được dùng vào việc chở lính bộ binh và trang bị của họ đến chiến trường, tại đó lính bộ binh sẽ ra khỏi xe và chiến đấu ở bên ngoài xe với sự hỗ trợ từ vũ khí chính của BMP.
Ở xe BMP, bề dày của lớp giáp có thể có khác biệt đáng kể giữa những kiểu xe khác nhau. Một số xe được thiết kế chỉ để chống lại kẻ thù chính là đạn 12.7 mm, trong khi những xe khác như CV90 của Thụy Điển có thể chịu được đạn pháo 30 mm bắn trực diện. Ở hai bên cạnh, mui và gầm của xe BMP có lớp giáp mỏng hơn. Những xe BMP cũng phải bảo vệ được các thành viên trong xe trước mìn sát thương người và mìn chống tăng.
Những mẫu xe IFV mới hơn như Patria AMV của Phần Lan có lớp giáp mô-đun có thể thay thế với bề dày khác nhau. Điều này cho phép xe có thể giảm bớt trọng lượng để có thể vận chuyển bằng đường không hay có thể tăng thêm khả năng bảo vệ nếu xe thực hiện trong các nhiệm vụ nguy hiểm. Loại IFV mới đây nhất của Nga là BMP-3 sử dụng hệ thống bảo vệ tích cực (APS) Arena, hệ thống này bảo vệ cho xe khỏi các tên lửa điều khiển và không điều khiển có vận tốc từ 70 đến 700 m/s. Những mẫu xe BMP của Israel sẽ nhanh chóng được trang bị APS có tên gọi "Iron Fist" có thể chống lại đạn động năng APFSDS của xe tăng.
Trên tất cả các xe BMP đều được trang bị các súng phóng lựu đạn khói. Nó giúp cho BMP tránh được các ATGM (tên lửa điều khiển chống tăng), bằng cách ẩn mình trong lớp khói. Một số xe như VBCI của Pháp còn được trang bị cả súng phóng lựu gây nhiễu hồng ngoại, nó có hiệu quả bảo vệ xe trước các tên lửa điều khiển bằng hệ thống hồng ngoại.

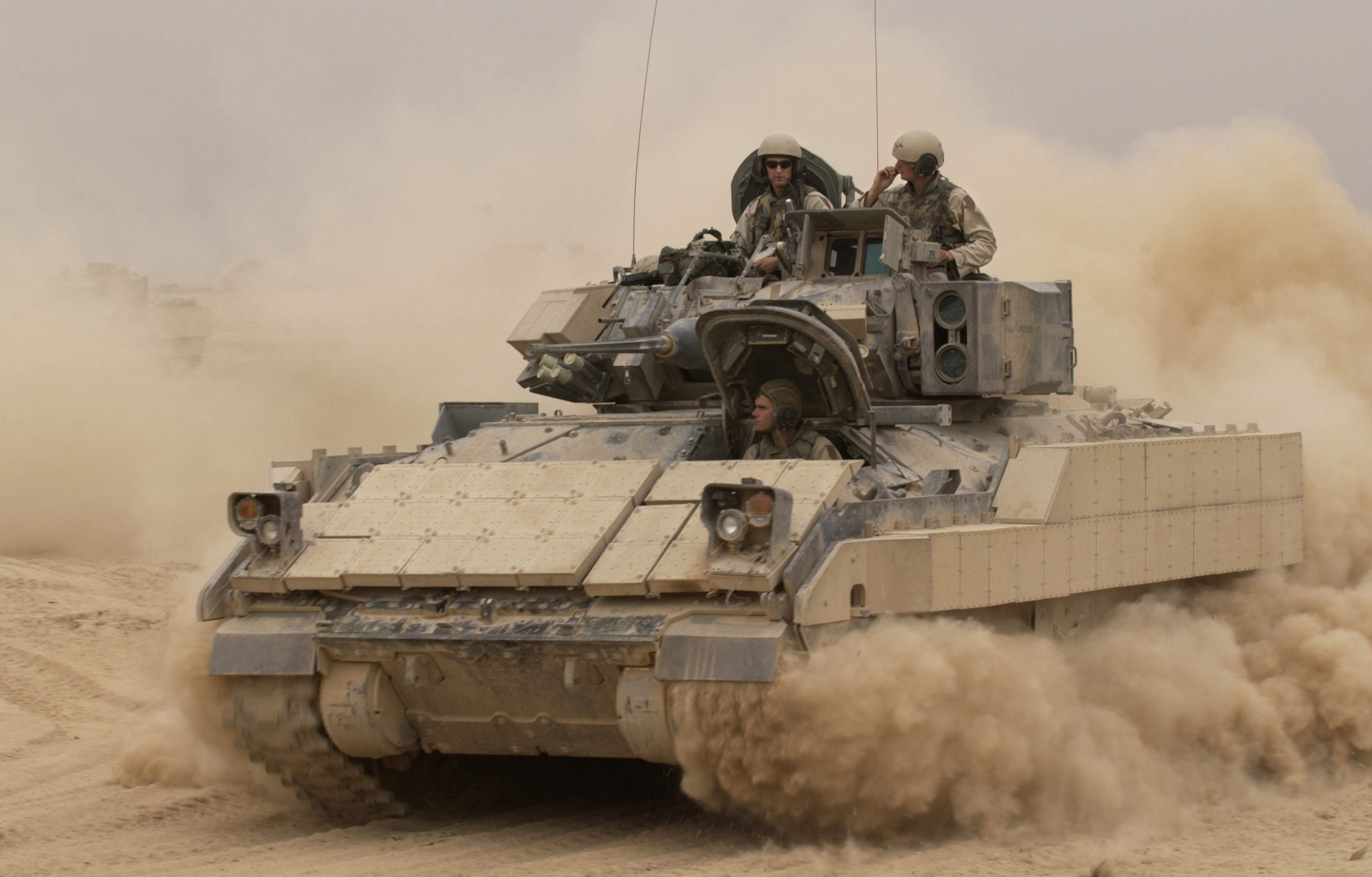
M2 Bradley của Mỹ

### Vũ khí chính
Vũ khí chính của hầu hết các xe IFV là một khẩu pháo tự động, thường có đường kính từ 20 đến 40 mm. Nó có thể tiêu diệt các mục tiêu đa dạng như phương tiện bọc giáp mỏng hoặc không bọc giáp, bộ binh, trực thăng, và máy bay bay thấp. Nó có thể bắn vài loại đạn khác nhau, như đạn nổ mạnh (HE), đạn cháy, và đạn động năng xuyên. Loại xe Puma (IFV) của Đức có thể bắn đạn nổ trong không khí (ABM), loại đạn này chứa hàm trăm mảnh vonfam có thể tiêu diệt các phương tiện xe cộ, trực thăng, và cứ điểm hỏa lực. Khẩu pháo của BMP có thể nâng lên một góc đến 70° cho phép xạ thủ có thể bắn được máy bay.

### Súng máy
Trên mọi xe BMP, có một súng máy đồng trục gắn trên tháp pháo cùng với vũ khí chính. Thông thường là súng máy cỡ 7.62 mm. Một số xe BMP khác cũng trang bị thêm các khẩu súng máy, ví dụ như Marder của Đức có thêm một súng máy phía sau của xe.

### Tên lửa
Một số xe BMP được trang bị với các tên lửa điều khiển chống tăng. Những tên lửa này hầu hết có tầm bắn trung bình từ 2000 đến 4000 m. Ngoài ra BMP còn có thể mang theo tên lửa đất đối không hay kết hợp cả hai như loại 2T Stalker.

### Súng phóng lựu
Một số mẫu thiết kế mới như Puma đã được trang bị với các súng phóng lựu cỡ 30, 40 hoặc 76 mm. Mọi xe BMP cũng được trang bị súng phóng lựu khói để ngụy trang.

### Ảnh

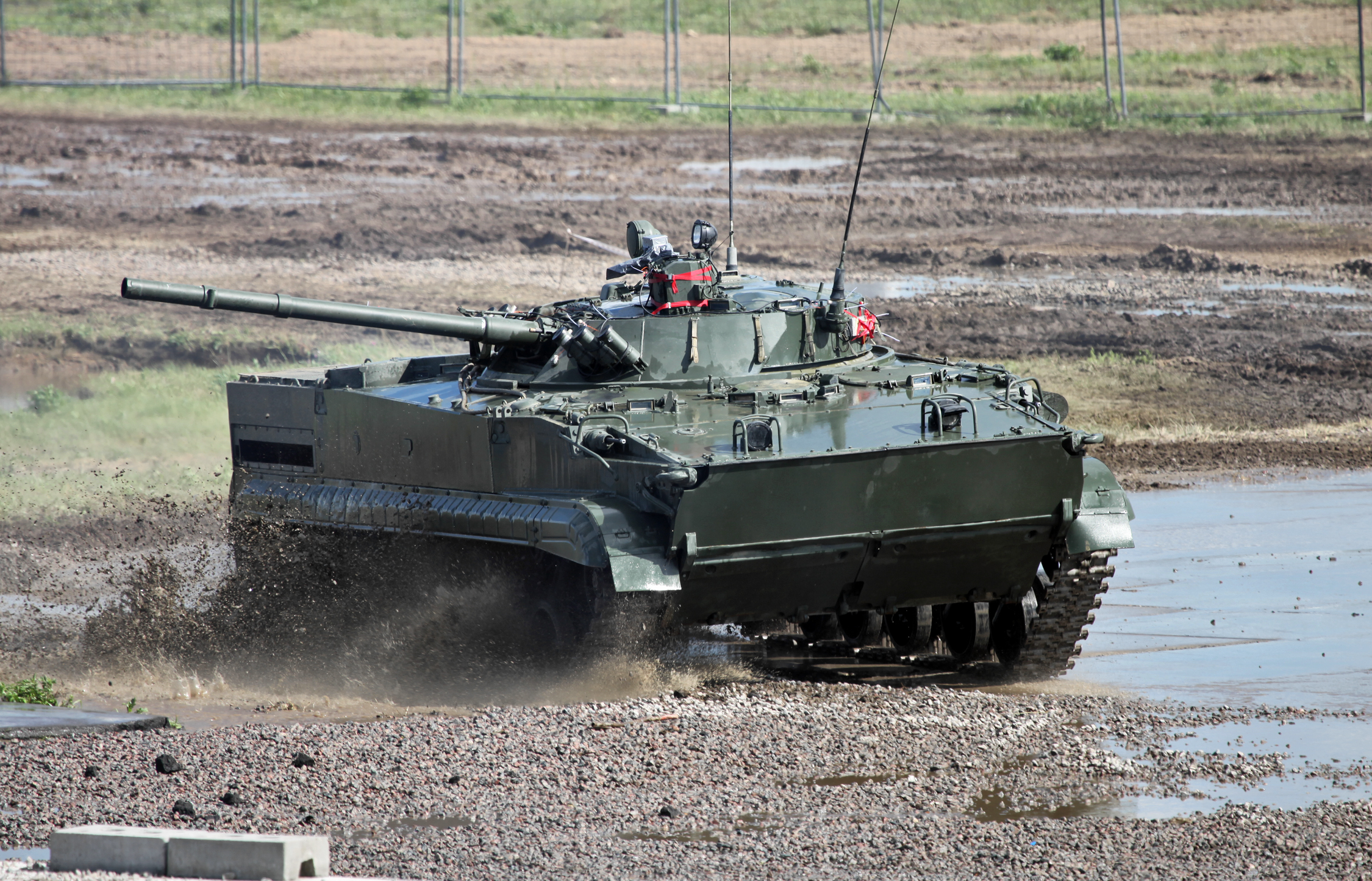
Russian BMP-3
Type-89 của Nhật
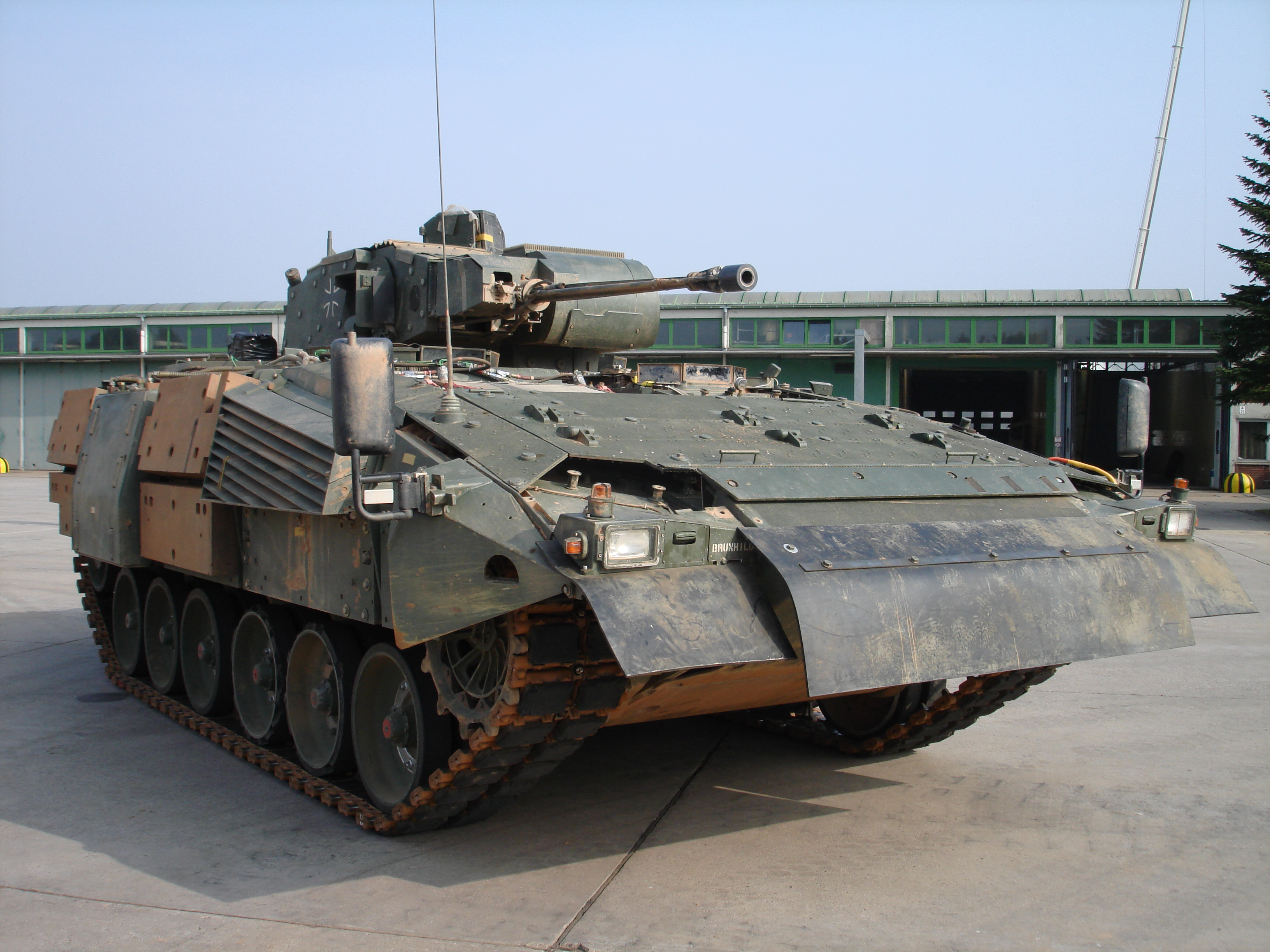
Puma-một trong những xe chiến đấu bộ binh được bảo vệ tốt nhất
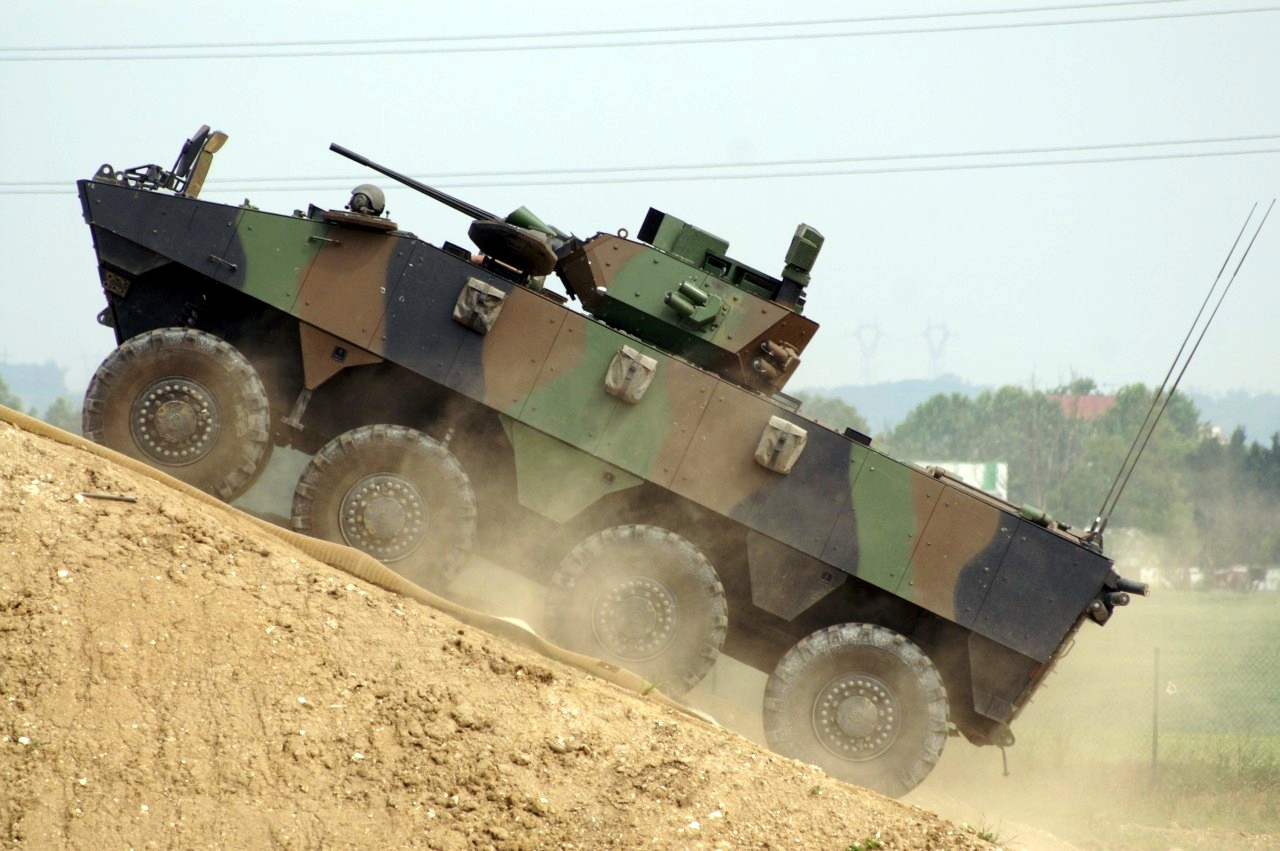
VBCI của Pháp
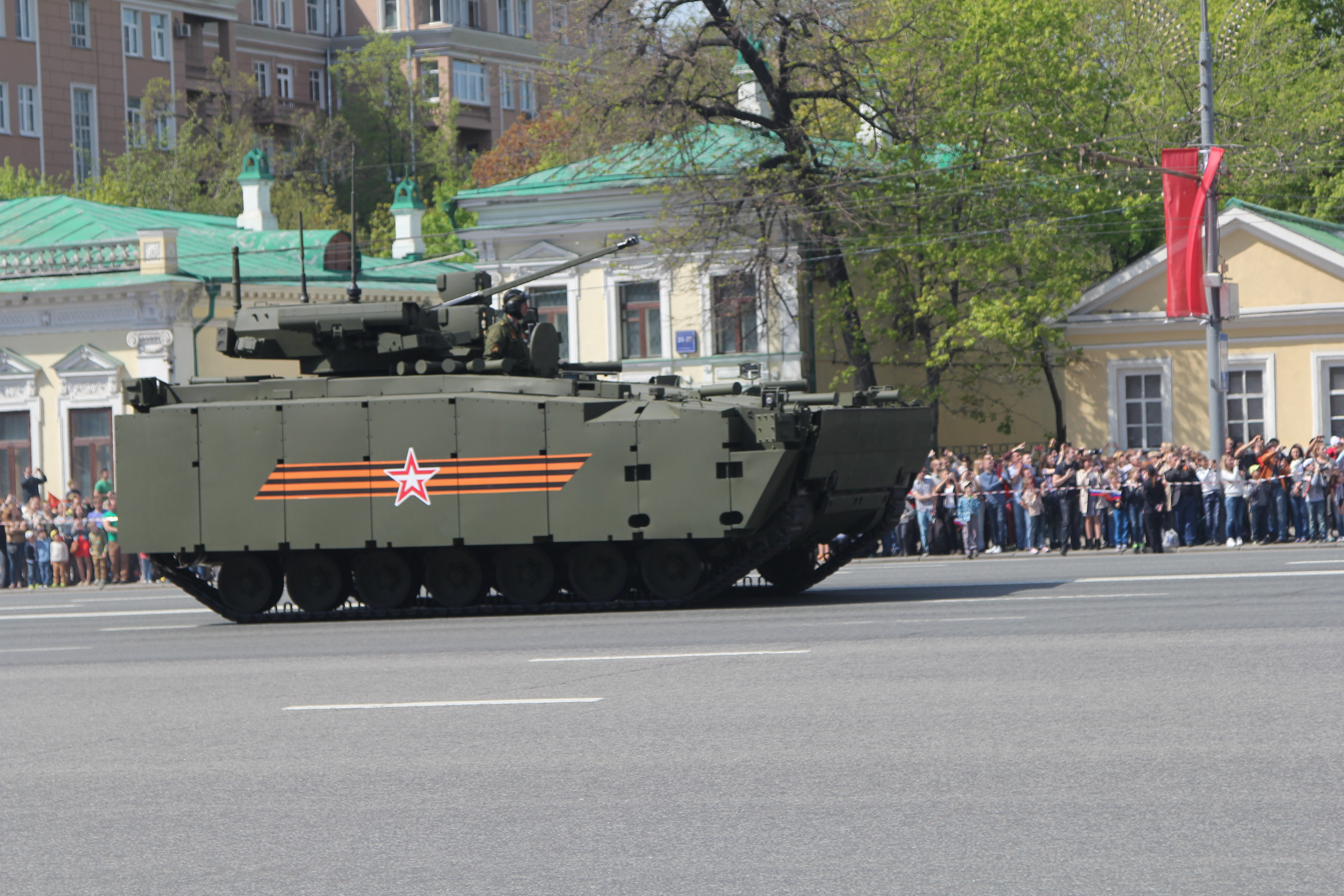
BMP Kurganets-25 của Nga trong lễ duyệt binh 9-5-2015
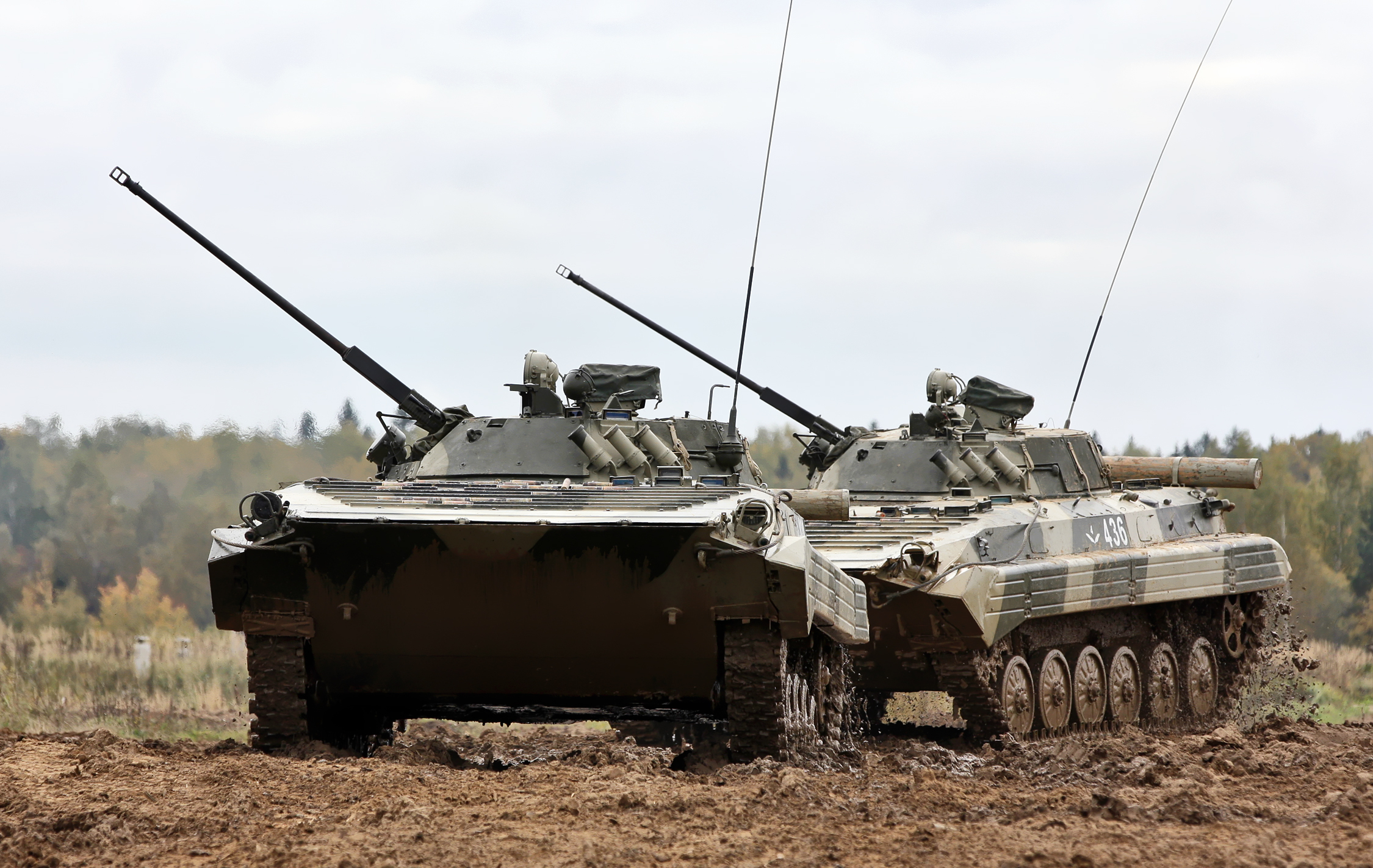
BMP-2 của sư đoàn tăng cận vệ 4 "Kantemirov"